# Georgia en el Festival de la Canción de Eurovisión 2023
Georgia participó en el LXVII Festival de la Canción de Eurovisión, que se celebró en Liverpool, Reino Unido del 9 al 13 de mayo de 2023, tras la imposibilidad de Ucrania de acoger el concurso por la victoria de Kalush Orchestra con la canción «Stefania».

## Historia de Georgia en el Festival
Georgia es uno de los últimos países de Europa del Este que recientemente se han unido al festival, debutando en 2007. El debut georgiano fue con la cantante Sopho Khalvashi y la canción «Visionary Dream» finalizando en la 12.ª posición. Desde entonces el país ha concursado en 15 ocasiones siendo sus mejores participaciones las de 2010 y 2011, cuando obtuvieron el 9.º lugar, siendo además las únicas veces en que se clasificaron dentro del Top 10. Si bien al inicio de su participación en el festival era un habitual finalista, ha sido eliminado en 8 ocasiones en las semifinales, incluyendo una racha negativa desde el 2017. Por lo tanto, es considerado actualmente como uno de los países menos exitosos del festival.
En 2022, el grupo seleccionado internamente, Circus Mircus, no clasificó a la final terminando en 18.ª posición con 22 puntos en la segunda semifinal con el tema «Lock Me In».

## Representante para Eurovisión

### La Voz Georgia 2023
Georgia confirmó el 23 de agosto de 2022 su participación en el Festival de la Canción de Eurovisión 2023. A través de sus spots publicitarios, la GPB confirmó que el concurso de talentos La Voz de Georgia sería el método de selección para su representante eurovisivo. Las aplicaciones para participar en el concurso se abrieron ese mismo día hasta el 20 de septiembre. Entre el 9 y 13 de noviembre de 2022 se revelaron los cuatro coaches de la temporada: Stephane Mgebrishvili, líder de la banda Stephane & 3G quienes habían sido seleccionados representar a Georgia en el Festival de Eurovisión 2009; Dato Evgenidze, Sopho Toroshelidze, vocalista de la banda Eldrine quienes representaron a Georgia en el Festival de Eurovisión 2011 y Dato Porchkhidze.

## En Eurovisión
De acuerdo a las reglas del festival, todos los concursantes deben iniciar desde las semifinales, a excepción del anfitrión (en este caso, Reino Unido), el ganador del año anterior, Ucrania y el Big Five compuesto por Alemania, España, Francia, Italia y el propio Reino Unido. En el sorteo realizado el 31 de enero de 2023, Georgia fue sorteada en la segunda semifinal del festival. En este mismo sorteo, se determinó que participaría en la segunda mitad de la semifinal (posiciones 9-16). Semanas después, ya conocidos los artistas y sus respectivas canciones participantes, la producción del programa dio a conocer el orden de actuación, determinando que el país participaría en la undécima posición, después de Eslovenia y precediendo a San Marino.